# Cheng Han
Il regno di Cheng Han (cinese semplificato: 成汉; cinese tradizionale: 成漢; pinyin: Chénghàn) (303 o 304-347) fu uno dei Sedici regni durante la dinastia Jìn in Cina. 

## Composizione
Era costituito da due stati, il regno di Cheng (成 Chéng) proclamato nel 304 da Li Xiong, e il regno di Han (汉 Hàn) istituito nel 338 da Li Shou. Poiché erano entrambi retti dalla famiglia Li di etnia Di, gli storici cinesi tendono a considerarli come un singolo stato Cheng Han, mentre i testi occidentali spesso li considerano separatamente.
Tutti i sovrani del regno di Cheng Han si dichiaravano "imperatori".

## Storia
La data di fondazione comunemente accettata è il 304, anche se nel 303 Li Te aveva dato inizio ad una nuova era di regno. A quel tempo, tuttavia, Li Te non aveva ancora rivendicato per sé alcun titolo imperiale.

## Sovrani del regno Cheng Han
| Nome templare                                                         | Nome postumo      | Nome di famiglia e nome alla nascita | Durata del regno    | Ere di regno                                                         |
| --------------------------------------------------------------------- | ----------------- | ------------------------------------ | ------------------- | -------------------------------------------------------------------- |
| Convenzione cinese: si usa il nome di famiglia e il nome alla nascita |                   |                                      |                     |                                                                      |
| Cheng 303 o 304-338                                                   |                   |                                      |                     |                                                                      |
| Shǐzǔ (始祖) or Shìzǔ (世祖)                                          | Jǐng (景)         | Lǐ Tè (李特)                         | 303                 | Jiànchū (建初) o Jǐngchū (景初) 303                                  |
| --                                                                    | --                | Lǐ Liú (李流)                        | alcuni mesi nel 303 | --                                                                   |
| Tàizōng (太宗)                                                        | Wǔ (武)           | Lǐ Xióng (李雄)                      | 303-334             | Jiànxīng (建興) 304-306 Yànpíng (晏平) 306-311 Yùhéng (玉衡) 311-334 |
| --                                                                    | Āi (哀)           | Lǐ Bān (李班)                        | 7 mesi nel 334      | Yùhéng (玉衡) 7 mesi nel 334                                         |
| --                                                                    | Yōugōng (幽公)    | Lǐ Qī (李期)                         | 334-338             | Yùhéng (玉恆) 335-338                                                |
| Han 338-347                                                           |                   |                                      |                     |                                                                      |
| Zhōngzōng (中宗)                                                      | Zhāowén (昭文)    | Lǐ Shòu (李壽)                       | 338-343             | Hànxīng (漢興) 338-343                                               |
| --                                                                    | Guīyìhóu (歸義侯) | Lǐ Shì (李勢)                        | 343-347             | Tàihé (太和) 343-346 Jiàníng (嘉寧) 346-347                          |